# 橘峴駅
座標: 北緯37度33分58.85秒 東経126度44分33.55秒 / 北緯37.5663472度 東経126.7426528度
橘峴駅（キュルヒョンえき）は、大韓民国仁川広域市桂陽区にある仁川交通公社1号線の駅である。駅番号はI111。

## 駅構造
- 相対式ホーム2面2線の地上駅 (橋上駅)。
- 案内上ののりば番号は設定されていない。

のりば
| 上り | ●仁川地下鉄1号線 | 桂陽方面         |
| 下り | ●仁川地下鉄1号線 | 国際業務地区方面 |

## 駅周辺
- 桂陽中学校（ko:계양중학교）
- 橘峴宅地地域
- 仁川橘峴初等学校
- 仁川交通公社橘峴基地事業所
- 長堤路（朝鮮語版）

## 歴史
- 1999年12月7日 - 終着駅として開業[1]。
- 2005年6月 - 駅構内に「日本野郎たちを皆殺せ」といったような過激な反日文句の並ぶ小中学生によるポスターが展示される[2]。韓国の教育は小学生にレイシズムを教え込んでいるとしてブログで話題になり、日本ではテレビ朝日で報道された[要出典]。韓国内でもそのような教育が疑問視された。[3]
- 2007年3月23日 - 桂陽駅への延伸区間の開業に伴い途中駅になる[4]。

## 隣の駅
仁川交通公社
●1号線
桂陽駅 (I110) - 橘峴駅 (I111) - 朴村駅 (I112)